# Дома 8 км
Дома 8 км — починок в Малопургинском районе Удмуртской республики.

## География
Находится в южной части Удмуртии на расстоянии приблизительно 3 км на северо-восток по прямой от районного центра села Малая Пурга у железнодорожной линии Агрыз-Ижевск.

## История
Известен с 1955 года как Казарма 8 км. Входил до 2021 года в состав Постольского сельского поселения.

## Население
Постоянных жителей было: 10 в 2002 году (удмурты 50 %, русские 40 %), 6 в 2012.